# My Dying Bride
My Dying Bride é uma banda de doom metal formada em Bradford, Inglaterra, em 1990. Até a data, o My Dying Bride lançou doze álbuns de estúdio, três EPs, uma demo, um box set, quatro álbuns de compilação, um álbum ao vivo e um lançamento em DVD.
Junto com Anathema e Paradise Lost, o My Dying Bride é uma das precursoras do gênero death-doom metal e gothic metal, e considerado parte da "Tríade da Peaceville", já que as três bandas tinham contrato com a gravadora Peaceville na época.

## Membros

### Membros atuais
- Aaron Stainthorpe  - Vocal (1990–presente)
- Andrew Craighan - Guitarra (1990–presente)
- Calvin Robertshaw - Guitarra (1990–1999, 2014–presente)
- Lena Abé   - Baixo (2007–presente)
- Shaun  MacGowan  - Teclado, violino (2009–presente).
- Dan Mullins – Bateria (2007–2012, 2013–presente)

### Ex-membros
- Rick Miah - Bateria (1990–1997)
- Martin Powell - Teclado, violino (1991–1998)
- Adrian Jackson - Contrabaixo (1991–2007)
- Yasmin Ahmid - Teclado (1998–2002)
- Bill Law - Bateria (1998–1999)
- Shaun Taylor-Steels - Bateria (1999–2006), Bateria em estúdio (2011–2013)
- Hamish Glencross - Guitarra (2000–2014)
- Sarah Stanton - Teclado (2002–2008)
- John Bennett – Bateria (2006–2007)
- Katie Stone - Teclado, violino (2008–2009)

## Discografia

### Álbuns de estúdio
- 1992 - As the Flower Withers[1]
- 1993 - Turn Loose the Swans
- 1995 - The Angel and the Dark River
- 1996 - Like Gods of the Sun
- 1998 - 34.788%...Complete
- 1999 - The Light at the End of the World
- 2001 - The Dreadful Hours
- 2004 - Songs of Darkness Words of Light
- 2006 - A Line of Deathless Kings
- 2009 - For Lies I Sire
- 2011 - Evinta
- 2012 - A Map of All Our Failures
- 2015 - Feel the Misery
- 2020 - The Ghost of Orion
- 2024 - A Mortal Binding

### Demos, singles e EPs
- 1990 - Towards the Sinister (demo)
- 1991 - God Is Alone (7")
- 1991 - Symphonaire Infernus Et Spera Empyrium (EP)
- 1992 - The Thrash of Naked Limbs
- 1993 - Unreleased Bitterness (7")
- 1994 - I Am the Bloody Earth (EP)
- 1994 - The Sexuality of Bereavement (7")
- 2013 - The Manuscript (EP)
- 2020 - Macabre Cabaret (EP)

### Álbuns ao vivo
- 2002 - The Voice of the Wretched[2]
- 2008 - An Ode to Woe (com DVD)[3]

### Compilações
- 1994 - The Stories (Boxset de 3 EPs)
- 1995 - Trinity (coletânea de 3 EPs)[4]
- 2000 - Meisterwerk 1
- 2001 - Meisterwerk 2
- 2005 - Anti-Diluvian Chronicles (3CD)

### DVDs
- 1997 - For Darkest Eyes
- 2005 - Sinamorata